# نوريا لايت
قالب:Family name hatnote

نوريا ليجيرو فرنانديز (مواليد 4 سبتمبر 1991) ، المعروف أيضًا باسم نانا ، هي لاعبة كرة قدم إسباني يلعب في مركز الدفاع لنادي ريال بيتيس . بدأت ليجيرو حياتها الرياضية باللعب في نادي اشبيلية للسيدات . 

## روابط خارجية
- الملف الشخصي في الدوري الاسباني